# José Antonio Rodríguez (chitarrista di flamenco)
José Antonio Rodríguez Muñoz (Cordova, 28 marzo 1964) è un chitarrista, compositore e professore di musica spagnolo.

## Premi
Negli anni '80 ha vinto numerosi premi nazionali, come ad esempio il Primo Premio per chitarra flamenca da concerto al XI Certamen Nazionale di Chitarra Flamenca a Jerez de la Frontera (1982) e il Premio Ramón Montoya per chitarra sola al Concorso Nazionale di Arte Flamenco (1986).

## Cattedra universitaria
Nel 1984 è diventato professore di chitarra flamenca presso il Conservatorio Superiore di Musica di Córdoba.

## Composizioni
Ha composto opere per film, TV, balletto e orchestra.
- Nel 1987 ha composto il brano orchestrale “Guajira para guitarra flamenca y Orquesta”.
- Nel 1990 scrisse, sempre per orchestra, “Viento de libertad”.
- Nel 1992 la Bienal de Arte Flamenco “Ciudad de Sevilla” gli assegna la composizione, orchestrazione e direzione musicale dello spettacolo “Tango”
- Nello stesso anno ha partecipato alla registrazione di "Sevilla Es Así" per il programma di EXPO fiera del mondo 1992 a Siviglia apertura.
- 1994 ha composto insieme a Joan Albert Amargós il lavoro "Requiem", in anteprima mondiale dalla Compañía Andaluza de Danza con una coreografia di Mario Maya.
- 1996 ha pubblicato "Viento de Libertad" con una nuova orchestrazione sotto il conduttore Joan Albert Amargós.
- 1997 Rodríguez composto l'opera " El Jaleo" per il Centro Andaluz de Danza con una coreografia di Maria Pagés e Fernando Romero.
- 2001 ha pubblicato "El guitarrista azul", un altro pezzo orchestrale.
- 2003 ha composto l'opera "Tiempo" per il Ballet Nacional de España. Il suo debutto con una coreografia von Joaquín Grilo ha avuto luogo il 23 gennaio 2004.[1]
- Inoltre, ha pubblicato 6 album da solista.

## Discografia
Album da solista
- 1984: Calahorra
- 1988: Callejón De Las Flores
- 1999: Manhattan De La Frontera
- 2003: La Leyenda
- 2007: Córdoba ... en el tiempo
- 2012: Anartista